# Attila Petschauer
Attila Petschauer (n. 14 decembrie 1904, Budapesta, Austro-Ungaria – d. 20 ianuarie 1943, Davidovka concentration camp⁠(d), Ucraina) a fost un scrimer evreu maghiar specializat pe sabie. A fost vicecampion olimpic la individual la Jocurile Olimpice din 1928 și campion olimpic pe echipe la Olimpiada din 1928 și la cea din 1932. A cucerit și șapte medalii la Campionatul Internațional, inclusiv două de aur.

## Carieră
S-a apucat de scrimă la vârsta de opt ani sub conducerea lui Károly Fodor, apoi s-a antrenat cu maestrul italian Italo Santelli. A cucerit prima sa medalia majoră, un bronz, la Campionatul European din 1925 (redenumit Campionatul Internațional în cele din urmă), urmat de o medalie de argint în 1926. S-a alăturat lotului maghiar în anul 1928, la vârsta de 24 de ani. La Jocurile Olimpice din 1928 de la Amsterdam a obținut medalie de argint, fiind depășit de conaționalul său Ödön Tersztyánszky. La proba pe echipe a câștigat medalia de aur. 
În timpul celui de-al Doilea Război Mondial a fost scutit inițial de deportare datorită statutului de campion. Totuși, a fost trimit în anul 1943 la lagărul de muncă de la Davidenka în Ucraina. Acolo a fost recunoscut de comandantul lagărului, Kálmán Cseh von Szent-Katolna, care participase la Olimpiada de la Amsterdam în proba de călătorie. Potrivit campionul olimpic de lupte, Károly Kárpáti, care era fost acolo, Petschauer a fost persecutat la ordinul acestuia. În plină iarnă, gardienii l-au forțat să se dezbrace și să se cațăre într-un copac, apoi l-au udat pe el. A murit putin mai târziu.
Inspirat din viața sa a fost realizat filmul Sunshine (1999) de István Szabó.

## Legături externe
Materiale media legate de Attila Petschauer la Wikimedia Commons
- hu  Prezentare la Comitetul Olimpic Maghiar
- en Attila Petschauer la Olympedia.org